# 더버빌가의 테스 (드라마)
《더버빌가의 테스》(영어: Tess of the D'Urbervilles)은 토마스 하디의 1891년 동명의 소설을 원작으로 영국의 4부작으로 BBC에서 방송 된 텔레비전 드라마이다. 데이비드 니콜스가 각색을 맡았다.
이 작품은 아름다운 외모의 농촌 노동계급 여성 테스가 도덕적 편견과 저항할 수 없는 운명에 희생돼 몰락해가는 과정을 그렸으며, 미혼모에 살인자이지만 사랑 앞에 진실했던 여인의 비극적인 삶을 통해 당시의 이중적인 사회상을 비판하고 애틋한 슬픔과 감동을 불러냈다.
영국에서 2008년 9월 14일부터 10월 5일까지 BBC One에서 총 4부작으로 방송 되었다. 미국에서는 PBS의 마스터피스 클래식에서 2009년 1월 4일부터 1월 11일까지 총 2부작으로 방송 되었다. 주연으로는 젬마 아터튼, 한스 매디슨, 에디 레드메인, 루스 존스, 안나 마시, 케네스 크래넘이 출연하였다.

## 출연진
| - 젬마 아터튼 - 테스 더비필드 역 - 한스 매디슨 - 알렉 더버빌드 역 - 에디 레드메인 - 앤젤 클레어 역 - 루스 존스 - 조안 더비필드 역 - 이안 펄스톤 데이비스 - 존 더비필드 역 - 조디 휘테커 - 이즈 휴잇 역 - 도널드 섬터 - 파슨스 트링햄 역 - 안나 마시 - 더버빌드 부인 역 - 크리스토퍼 페어뱅크 - 그로비 역 | - 조 우드콕 - 리자-루 더비필드 역 - 케네스 크래넘 - 레브 클레어 역 - 조엘 로우바텀 - 아브람 더버필드 역 - 스티븐 로버트슨 - 커스버트 클레어 역 - 휴 스키너 - 페릭스 클레어 역 - 로라 엘핀스톤 - 카 달시 역 - 사라 로에드 그레고리 - 낸시 달시 역 - 크리스틴 바텀리 - 케이트 역 - 엠마 스탠스필드 - 마리 역 |